# Stephen Tennant
Stephen James Napier Tennant (21. dubna 1906, Wiltshire, Anglie – 28. února 1987, Wiltshire, Anglie) byl skotský peer, prominent, známý svým dekadentním životním stylem. Byl nazýván „nejjasnějším“ z „The Bright Young Things“.

## Životopis
Stephen James Napier Tennant se narodil jako britský šlechtic, byl nejmladší syn skotského peera Edwarda Tennanta, 1. barona z Glenconner a Pamely Wyndhamové, jedné ze sester Wyndhamových. Jeho matka byla sestřenicí lorda Alfreda Douglase (1870–1945), milence Oscara Wilda. Po otcově smrti se Tennantova matka provdala za lorda Graye, milovníka ptáků. Tennantův nejstarší bratr Edward - „Bim“ - byl zabit v první světové válce. Jeho starší bratr David Tennant založil Gargoyle Club v Soho.
Po většinu svého života se Tennant pokoušel začít nebo dokončit román Lascar: příběh, na který musíte zapomenout. Říká se, že strávil posledních 17 let svého života v posteli na svém rodinném panství ve Wiltshiru. Přesto během let několikrát navštívil Spojené státy a Itálii a navázal mnoho nových přátelství. Jeho pozdější pověst samotáře se čím dál tím více naplňovala až v posledních letech jeho života.

## The Bright Young Things
Během dvacátých a třicátých let 20. století byl Tennant prominentním členem skupiny The Bright Young Things, byl jejím důležitým členem - „nejjasnějším“, ze skupiny „jasných mladých lidí“. Mezi jeho přátele patřili Rex Whistler, Cecil Beaton, sourozenci Sitwellovi, Lady Diana Manners a slečny Mitfordovy. Je považován za model pro postavu Cedrica Hamptona v románu Nancy Mitfordové Love in a Cold Climate, byl inspirací pro postavu lorda Sebastiana Flyta v románu Brideshead Revisited (Návrat na Brideshead) Evelyna Waugha (česky 1948 a 1974 pod názvem Nečekaný návrat) a i pro některé další postavy v románech tohoto spisovatele.

## Osobní život
Během dvacátých a třicátých let měl Tennant sexuální poměr s básníkem Siegfriedem Sassoonem. Předtím Tennant požádal o ruku svou přítelkyni Elizabeth Lowndes, byl ale odmítnut. (Philip Hoare píše, že Tennant s Elizabeth řešil jak by mohli na svatební cestu vzít chůvu.) Jeho vztah se Sassoonem však byl v jeho životě nejdůležitější: trval asi šest let, než Tennant vztah ukončil. Sassoon byl údajně zničen, ale v roce 1933 se oženil a v roce 1936 se stal otcem.
Když Tennant v roce 1987 zemřel, většinu svých současníků přežil. Velký archiv jeho dopisů, zápisníků, osobních věcí a uměleckých děl je uložen v Muzeu kuriozit Viktora Wynda v Londýně.